# Schwedisch-Norwegischer Krieg (1814)
Hvaler, Fredrikstad, Lier, Matrand, Kjölbergs, Langnes
Der Schwedisch-Norwegische Krieg (norwegisch Den svensk-norske krigen (1814), schwedisch Fälttåget mot Norge) wurde zwischen Schweden und Norwegen im Sommer 1814 ausgetragen. Norwegen war in weiterer Folge durch eine Personalunion mit Schweden verbunden, hatte aber seine eigene Verfassung und ein eigenes Parlament.

## Hintergrund
Durch den Kieler Frieden vom 14. Januar 1814 hatte der König von Dänemark-Norwegen, der bis dahin in den napoleonischen Kriegen mit Frankreich verbündet war, Norwegen an den König von Schweden, der mit Großbritannien verbündet war, abzutreten. Dieser Vertrag wurde jedoch von den Norwegern nicht akzeptiert. Christian Friedrich von Dänemark, Statthalter in Norwegen und späterer König von Dänemark, wurde am 25. Februar 1814 in Trondheim zum Regenten Norwegens proklamiert. Am 17. Mai 1814 wurde er auf dem Reichstag von Eidsvoll zum Erbkönig von Norwegen gewählt, nachdem eine neue Verfassung verabschiedet worden war.

## Armeen
Die norwegische Armee hob 30.000 Mann aus und bezog Position hinter der schwedischen Grenze. Die Flotte der Norweger umfasste nur wenige Schiffe, die in Hvaler lagen.
Die schwedische Armee umfasste 45.000 erfahrene und gut ausgerüstete Soldaten. Die schwedische Flotte hatte einige große Schiffe zur Verfügung.

## Kriegsverlauf
Die Feindseligkeiten begannen mit einem Angriff der schwedischen Marine auf die norwegischen Boote in Hvaler am 26. Juli 1814. Die norwegischen Schiffe entkamen, konnten aber im weiteren Verlauf des Kriegs nicht mehr eingreifen.
Die Schweden überschritten die Grenze bei Halden und belagerten die nahegelegene Festung Fredriksten, gleichzeitig landeten weitere 6000 Mann in Kråkerøy bei Fredrikstad. Die Festung hielt der Belagerung stand, die Stadt ergab sich am nächsten Tag. Die norwegische Armee stand zu dieser Zeit in Rakkestad. Am 2. August konnten die Norweger in der Schlacht von Lier einen Sieg erringen, ebenso waren sie in der Schlacht bei Matrand am 5. August und in der Schlacht an der Langnes-Schanze am 9. August erfolgreich. 
Trotz der Erfolge wurde eine drohende norwegische Niederlage infolge der schwedischen Überlegenheit immer offensichtlicher. Deshalb wurden die schwedischen Vorschläge für Verhandlungen akzeptiert. Aufgrund der Siege, insbesondere in der Schlacht an der Langnes-Schanze, konnte eine norwegische Kapitulation verhindert werden. Dem norwegischen Staatsrat für Finanzen Frederik von Haxthausen wurde wiederholt vorgeworfen, dass er die Versorgungslage zu pessimistisch dargestellt habe, weshalb die norwegischen Siege nicht ausgenutzt worden waren, sondern Friedensverhandlungen aufgenommen werden mussten. Haxthausen wurde jedoch schließlich vom norwegischen Reichsgericht freigesprochen.

## Auswirkungen
Die Verhandlungen begannen am 10. August in Moss, und am 14. August wurde die Konvention von Moss unterschrieben. König Christian Friedrich musste abdanken, aber Norwegen wurde innerhalb der Personalunion mit Schweden formell unabhängig.